# Feuilles rouges
Feuilles rouges (titre original : Red Leaves) est une nouvelle du romancier américain William Faulkner, parue en 1930.

## Historique
Feuilles rouges est parue initialement dans le magazine The Saturday Evening Post le 25 octobre 1930 puis dans le recueil Treize histoires (These Thirteen) en septembre 1931. 

## Édition française
- Feuilles rouges, traduit par René-Noël Raimbault et Charles P. Vorce, dans Treize histoires, Gallimard, « Du monde entier », 1939

## Sources
- Robert W. Hamblin et Charles A. Peek. A William Faulkner Encyclopedia, New York, Greenwood, 1999.